# Royal Flora Ratchaphruek
De Royal Flora Ratchaphruek was een tuinbouwtentoonstelling die werd gehouden in de Thaise stad Chiang Mai. Het was een van de festiviteiten die werd georganiseerd rond het 60-jarige ambtsjubileum van de Thaise koning Bhumibol, de langst zittende monarch ter wereld. De Ratchaphruek (Indische goudenregen) is de nationale boom van Thailand, soms ook "Khun" of "Chaiyaphruek" genoemd. De gele bloessem wijst naar maandag de verjaardag van Bhumibol.
De AIPH gaf de tentoonstelling een A1 status waarmee ook een erkenning van het Bureau International des Expositions werd verkregen
De tentoonstelling werd gehouden op het 80 hectare grote terrein van het Koninklijk Thais landbouwkundig onderzoekscentrum in de wijk Mae Hia, district Mueang, provincie Chiang Mai in het noorden van Thailand. Tijdens de 92 dagen van de Expo konden de bezoekers onder andere 30 internationale tuinen bezoeken die diverse landen, zoals Japan, Zuid-Korea, België, Nederland, Zuid-Afrika en Canada, vertegenwoordigden. Meer dan 2,5 mln bomen, bloemen en planten van 2.200 verschillende soorten werden aan de wereld gepresenteerd.
De tentoonstelling kende vijf onderdelen:
- Tuinen voor de Koning Deze zone was verdeeld in twee delen: International gardens, waar de 30 deelnemende landen hun eigen tuin inrichtten en besloeg 2,1 hectare, en Corporate gardens die 2,7475 hectare besloegen en waar Thaise overheidsbedrijven en Thaise en buitenlandse ondernemingen te vinden waren.
- Ho Kham Koninklijk paviljoen De gebouw vertegenwoordigde de Noord Thaise Lanna architectuur, binnen waren afbeeldingen van Koning Bhumibol en zijn werkzaamheden te zien.
- Thai Tropical Garden Deze tropische tuin besloeg 10 hectare en toonde een variëteit aan tropisch fruit, tropische planten, bloemen en kruiden alsmede zeldzame plantensoorten.
- Expo Plaza Dit was het zwaartepunt van vermaak, ontspanning en diensten op het terrein. Bezoekers konden hier producten kopen van de Royal projects en lokale producten uit Chiang Mai, zoals handwerk, papieren paraplu's en souvenirs.
- Cultuur 45 culturele voorstellingen uit de verschillende Thaise provincies werden tijdens de tentoonstelling opgevoerd, zoals traditionele muziek en dans. Daarnaast werden ook voorstellingen uit andere landen opgevoerd.

De Thaise regering verwachtte 20.000 bezoekers gemiddeld per dag met als piek 100.000 bezoekers en een totaal van 3 miljoen voor de hele duur van de tentoonstelling. Toen de tentoonstelling sloot was er volgens de organisatoren 27 miljard baht in de regionale economie gevloeid.
De Thaise regering had voorgesteld om het terrein om te bouwen tot trainingscentrum. Ondanks klachten over corruptie en ondermaatse voorzieningen stelden de organisatoren dat ze in hun opzet, bevorderen van toerisme en ontwikkeling van de landbouwsector, waren geslaagd.
Het park bleef open voor publiek en veel van de hoogtepunten, inclusief de internationale tuinen, zijn nog te zien. Er wordt aangenomen dat het zal blijven bestaan als een van attracties in Chiang Mai. Het park heeft nu ongeveer 500, voornamelijke Thaise, bezoekers per dag.